# Reaktorschutzsystem
Das Reaktorschutzsystem ist eine sich selbst überwachende automatische Einrichtung in  Kernkraftwerken, die bei Betriebsabweichungen eine  Reaktorschnellabschaltung einleitet.
Das Reaktorschutzsystem sammelt ständig Informationen wie Drücke, Temperaturen, Spannungen und Betriebszustände aus der Anlage und interpretiert diese. Stellt es Unregelmäßigkeiten fest, fährt es ohne Zutun der Betriebsmannschaft die Steuerstäbe in den Reaktorkern, und die Kettenreaktion kommt selbständig zum Erliegen.